# Kleon Rizos Rangavis
Kleon Rizos Rangavis (Κλέων Ρίζος Ραγκαβής), född 1842 i Aten, död 20 januari 1917 i Nice, var en grekisk skald och diplomat. Han var son till Alexandros Rizos Rangavis.
Rangavis studerade i Berlin och Heidelberg, blev 1866 sekreterare vid grekiska legationen i Washington, 1871 i Sankt Petersburg och samma år i Wien. År 1873 flyttades han som generalkonsul till Bukarest, 1880 blev han grekiskt sändebud i Sofia och kom 1891 i samma egenskap till Berlin, varifrån han återkallades 1910. Han författade bland annat teaterstycken och dikter, som delvis utkommit även i tysk översättning.